# Corydalis maculata
Corydalis maculata là một loài thực vật có hoa trong họ Anh túc. Loài này được B.U.Oh & Y.S.Kim mô tả khoa học đầu tiên năm 1987.